# En jämmerlig och usel ting
En jämmerlig och usel ting är en svensk psalm skriven av Johan Olof Wallin och publicerad första gången 24 oktober 1816 i Stockholms-posten som "Klagodags-psalm".. Psalmen publicerades sedan i 1819 års psalmbok som nummer 391 med sju verser. Den togs med i 1937 års psalmbok som nummer 546 med sex verser (utan den ursprungliga femte versen).
Det är en psalm präglad av Predikaren i Gamla Testamentet och dess inledningsvers "Fåfängligheters fåfänglighet! Allt är fåfänglighet!" (i Bibel 2000: "Tomhet och åter tomhet! Allt är tomhet!"). Psalmen uttrycker brutalt konkret allas vår likhet inför döden.
|  |
|  |

## Publicerad i
- 1819 års psalmbok som nr 391 under rubriken "Med avseende på särskilda personer, tider och omständigheter: Allmänna bön- och klagodagar".
- 1937 års psalmbok som nr 546 under rubriken "Livets förgänglighet och evighetens allvar".